# Hélie de Talleyrand-Périgord

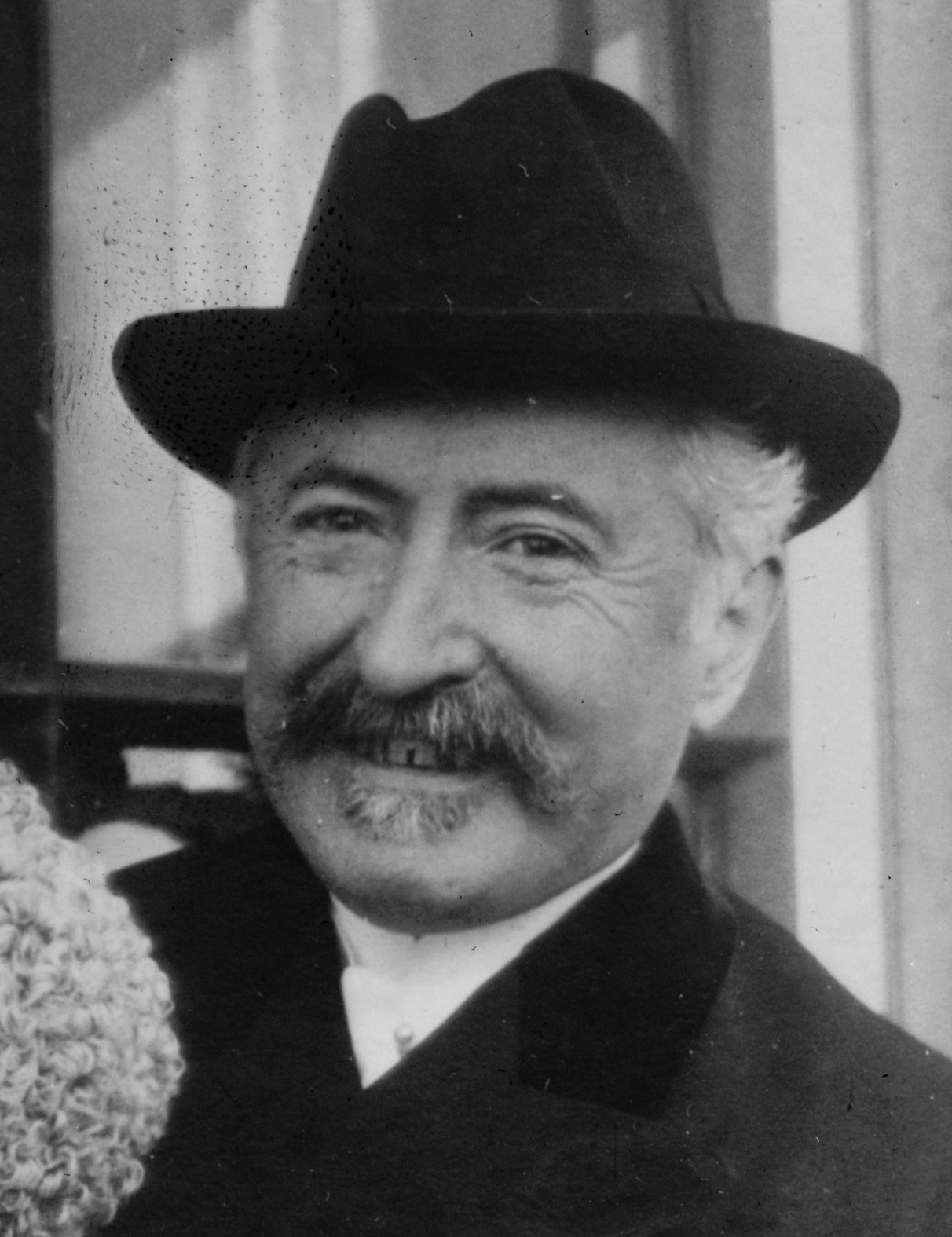
Hélie de Talleyrand-Périgord, 1910

Marie Pierre Louis Hélie de Talleyrand-Périgord (* 23. August 1859 in Mello; † 25. Oktober 1937 in Paris) war ein französischer Adliger. Er war 5. Duc de Talleyrand-Périgord (1910–1937), 5. Duca di Dino sowie von 1910 bis 1929 Herzog von Sagan.

## Leben
Talleyrand wurde am 23. August 1859 als Sohn von Boson de Talleyrand-Périgord, dem Herzog von Sagan und dem Herzog von Talleyrand-Périgord (1832–1910), und Jeanne Seillière (1839–1905), Erbin des Barons de Seillière, geboren. Baron de Seillière war ein Lieferant von Militärgütern und während des Deutsch-Französischen Krieges reich geworden. Sein jüngerer Bruder war Boson II. de Talleyrand-Périgord (1867–1952), Herzog von Valençay und später Herzog von Talleyrand-Périgord.
Seine Großeltern väterlicherseits waren Louis Napoleon de Talleyrand-Périgord (1811–1898), Herzog von Sagan, Herzog von Talleyrand-Périgord und Herzog von Valençay und dessen erste Ehefrau Anna Luisa Charlotta Alix de Montmorency (1810–1858). Seine Urgroßeltern väterlicherseits waren Edmond de Talleyrand-Périgord, Prinz Dino (1787–1872), Herzog von Talleyrand-Périgord, und dessen Ehefrau Dorothea von Sagan, Herzogin von Sagan (1793–1862).

### Herzog
1906 erhielt er von seinem Vater den Titel des Herzogs von Sagan. Nach dem Tod seines Vaters im Jahr 1910 folgte er diesem als Herzog von Talleyrand-Périgord. Am 10. Juli 1912 genehmigte der italienische König Umberto II. das Führen des Titels Prinz Dino. 1910 übergab er seinem Sohn Howard Maurice de Talleyrand-Périgord den Titel Herzog von Sagan. Nach seinem Tod gingen seine anderen Titel an seinen jüngeren Bruder über, da sein Sohn vor ihm starb.

## Privatleben
1908 heiratete er die Gräfin Anna de Castellane (1875–1961). Anna war die Tochter von Jay Gould (1836–1892), einem amerikanischen Eisenbahnentwickler, der als einer der rücksichtslosen Raubritter des Goldzeitalters beschrieben wurde. Anna war die Schwester von George Jay Gould I, Edwin Gould I, Helen Miller Gould, Howard Gould und Frank Jay Gould. Zuvor heiratete sie (1895–1906) Hélies Cousin, den Grafen Boni de Castellane, den späteren Marquis de Castellane. Zusammen hatten sie zwei Kinder:
- Howard Maurice de Talleyrand-Périgord, später Prinz von Sagan (1909–1929).[9] Howard nahm sich am 28. Mai 1929 in Paris das Leben.[10]
- Helene Violette de Talleyrand (1915–2003), die am 29. März 1937 in Le Val-Saint-Germain den Grafen James Robert de Pourtalès heiratete. Sie ließen sich 1969 scheiden, und am 20. März 1969 heiratete sie in Paris Gaston Palewski (1901–1984), Minister für Forschung, Atom- und Weltraumangelegenheiten von 1962 bis 1966.

Talleyrand erlag am 25. Oktober 1937 in Paris einem Herzinfarkt.